# 小袖の手

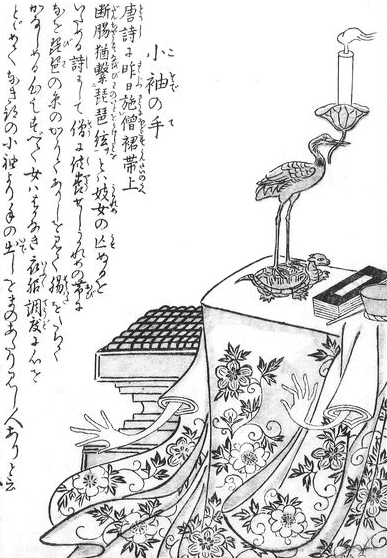
鳥山石燕『今昔百鬼拾遺』より「小袖の手」

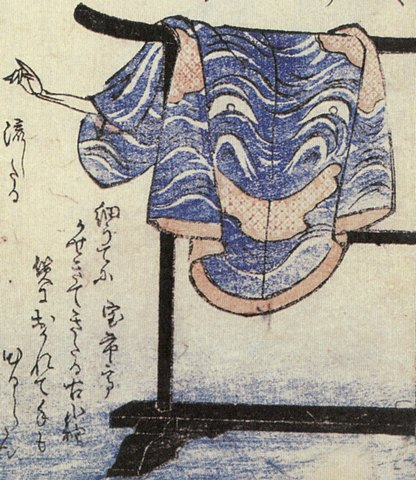
竜閑斎画『狂歌百物語』より「小袖手」

小袖の手（こそでのて）は、鳥山石燕の妖怪画集『今昔百鬼拾遺』などの江戸時代の古書にある日本の妖怪。小袖（袖口の狭い高級な和服）の袖から、幽霊らしき女性の手が伸びたもの。

## 概要
『今昔百鬼拾遺』の解説文には「唐詩に 昨日僧裙帯上断腸猶繋琵琶絃とは 妓女亡ぬるを いためる詩にして 僧に供養せしうかれめの帯に なを琵琶の 糸のかかりてありしを見て、腸をたちてかなしめる心也 すべて 女ははかなき衣服調度に心をとどめて なき跡の小袖より 手の出しをまのあたり見し人ありと云」とある。
遊女の死後、死皮（死者の衣服を寺に収める風習）となった小袖を見て、友人たちがその遊女の在りし日を偲んで悲しむ一方、当の遊女はむしろ、誰から身請されずに死ぬまで不自由な生活を強いられたことを悲しみ、身請の金を求めるあまり小袖から手が伸びているのであり、江戸時代の吉原遊廓を風刺した創作と解釈されている。
また、遊女がこの小袖を着飾りたかった願いが叶わず、その怨みによって小袖から手が伸びたもの、または小袖の持ち主だった女の生への執着心の妖怪化、付喪神（器物が化けた妖怪）の一種などともいわれる。
妖怪を主題とした嘉永時代の狂歌本『狂歌百物語』にも「小袖手（こそでのて）」と題して描かれており、本来、死んだ人間の小袖は形見の品となったり、寺に納められて供養されるはずが、高級な小袖が売却され、成仏できない霊がその小袖に取り憑いたものと解釈されている。

## 類話
民俗学者・藤沢衛彦の著書『妖怪画談全集 日本篇 上』には「怨みに籠る小袖の怪」と題して以下のような話があり、石燕の妖怪画との関連性は不明だが、文献によってはこれが「小袖の手」にまつわる怪異譚として述べられている。
慶長年間、京都に住む松屋七左衛門という男が、娘のために古着屋から着物を買った。間もなく、娘は病気に侵されてしまった。また七左衛門も家で女の幽霊を目にし、その霊は娘に買ったものと同じ着物を着ていた。七左衛門はその着物を気味悪く思い、売りに出すことにして衣桁に掛けておいた。すると袖口から白い手が伸びてきた。着物をよく調べたところ、布が袈裟懸けに切られ、うまく縫い合わせてごました跡があった。これは武家に仕えていて手討ちに遭った女性の着物だろうと思い、菩提寺に着物を納めて弔ったところ、娘の病気も回復に至ったという。
また、1657年（明暦3年）に江戸で発生した大火災・明暦の大火は、別名を振袖火事といって、恋煩いの末に亡くなった娘の振袖を、供養のために寺で焼いたところ、火のついた振袖が風で煽られて火災の原因になったという伝承があるが、これも同様に着物に込められた怨念の仕業によるものとする説がある。
また、近藤瑞木は江戸時代の怪談集にいくつか類話を指摘しているが、最も典拠に近いのは『諸州奇事談』巻之二「執着の小袖」であるとしている。